# Xã Cedar, Quận Dade, Missouri
Xã Cedar (tiếng Anh: Cedar Township) là một xã thuộc quận Dade, tiểu bang Missouri, Hoa Kỳ. Năm 2010, dân số của xã này là 304 người.